# 钱传瑛
钱传瑛（878年—913年），杭州錢塘（在今浙江省杭州市）人，是五代十國的吳越國武肃王钱镠的第三子，文穆王钱元瓘的哥哥，母亲莊穆夫人吴氏。同母兄弟钱传璟、钱元璙、钱元㻑、錢傳璛、钱元琳。
钱传瑛善于骑射，工草书隶书。本名钱传锴，改名钱传瑛。武勇都之乱，他守卫杭州有功，将城中润州籍贯的锦工停止工作，放出城外，受到钱镠嘉奖，开始担任两浙副大使。后梁皇帝朱友貞下诏，选钱传瑛为寿昌公主的驸马都尉，为大同军节度使，封霅国公。913年九月率领钱传璙、钱传瓘攻打常州失败，十月去世。追赠太尉。